# バスの日
バスの日（バスのひ）は、日本で最初にバスが走った日を記念する記念日。毎年9月20日となっている。

## 制定
日本で最初のバスの運行は、京都市（堀川中立売 - 七条 - 祇園）で二井商会（福井九兵衛と坪井清兵衛という苗字に井が入った二人によって創業）により蒸気自動車を改良した乗合自動車で、1903年（明治36年）9月20日に始まった。
ただし、1904年（明治37年）1月に経営破綻で営業を終えている。
しかし、この車は定員が6名（運転手、助手、乗客4名）と少なく、現在の法における「乗車定員11名以上の自動車」としての基準を満たさないため、1905年（明治38年）1月に広島で運行開始されたものを日本初とする意見もある。
こちらはバスそのものの不備、馬車事業者からの反対などで、同年9月に事業を辞めている。
9月20日になったのは、京都の例は営業免許証の交付されたものに、はっきりと日付が残っているためである。
その後、1987年（昭和62年）10月の全国バス事業者大会でこれを記念して、「いつでも、どこでも、みんなのバス」をテーマに、9月20日をバスの日に定めた。
2003年（平成15年）からハッピーマンデー制度により、敬老の日が毎年9月15日から9月の第3月曜日に変更したため、9月20日が月曜日の場合は、祝日になる。

## イベント
2009年（平成21年）から、日本バス協会が毎年9月頃に「バスフェスタ」を開催している。
また、この日の前後に全国の公営・民間を問わずバス事業体では、様々な催しが行われる。
試乗会、1日乗車券の販売などが中心である。